# المعلة
قرية المعلة هي إحدى القرى التابعة لمركز اسنا في محافظة الأقصر في جمهورية مصر العربية. حسب إحصاءات سنة 2006، بلغ إجمالي السكان في المعلة 8047 نسمة، منهم 4050 رجل و3997 امرأة.